# BelAZ-75710型卡车
BelAZ-75710是别拉斯公司在白俄罗斯生产的一种超级拖运卡车。到2016年为止，它是世界上最大的、载荷能力最高的运输卡车。

## 设计
BelAz 75710有一个传统的两轴设置，但车轮的数量加倍，一个轴4个，就像一个放大的国际收款机350。因此，它需要8个59/80R63轮胎。它还具有四轮驱动和四轮液压转向，这是不寻常的。它的转弯半径约为20米（66英尺）。
75710可以携带450-公噸（440-長噸；500-短噸）负载。卡车自重为360公噸。它的重量比之前的型号要重得多，之前的型号自重240公噸。该卡车的长度为20.6米（67英尺7英寸），高度为8.16米（26英尺91⁄4英寸），宽度为9.87米（32英尺45⁄8英寸）。相对较浅，限制了可以携带的载重的体积。